# هاتوان
شهر هاتوان(به مجاری: Hatvan) در هِوِش در کشور مجارستان واقع شده‌است. جمعیت این شهر ۲۱٫۳۱۴ نفر  است.